# برت چندلر (بازیکن فوتبال، زاده ۱۸۹۷)
برت چندلر (انگلیسی: Bert Chandler؛ ۱۵ ژانویه ۱۸۹۷ – ژانویه ۱۹۶۳ (۶۵−۶۶ سال)) بازیکن فوتبال بود.
از باشگاه‌هایی که در آن بازی کرده‌است می‌توان به باشگاه فوتبال کارلایل یونایتد اشاره کرد.